# 2010–2011-es portugál labdarúgó-bajnokság (első osztály)
A 2010–2011-es Primeira Liga (szponzorált nevén: Liga ZON Sagres) a portugál labdarúgó-bajnokság legmagasabb szintű versenyének 77. alkalommal megrendezett bajnoki éve volt. A pontvadászat 16 csapat részvételével 2010. augusztus 15-én kezdődött és 2011 május 14-én ért véget.
A bajnokságot az FC Porto csapata nyerte veretlenül, megelőzve a két ősi riválist, a címvédő Benficát, és a bronzérmes Sportingot. Ez volt a klub 25. bajnoki címe. Az élvonaltól az újonc Portimonense és a Naval 1º de Maio búcsúzott, helyüket a Gil Vicente és a Feirense foglalta el.
A gólkirályi címet a bajnokcsapat brazil csatára, Hulk nyerte el 23 találattal, később megválasztották az Év Játékosá-nak is.

## A bajnokság rendszere
A pontvadászat 16 csapat részvételével zajlott, a csapatok a őszi-tavaszi lebonyolításban oda-visszavágós, körmérkőzéses rendszerben mérkőztek meg egymással. Minden csapat minden csapattal kétszer játszott, egyszer pályaválasztóként, egyszer pedig vendégként.
A bajnokság végső sorrendjét a 30 forduló mérkőzéseinek eredményei határozták meg a szerzett összpontszám alapján kialakított rangsor szerint. A mérkőzések győztes csapatai 3 pontot, döntetlen esetén mindkét csapat 1-1 pontot kapott. Vereség esetén nem járt pont. A bajnokság első helyezett csapata a legtöbb összpontszámot szerzett egyesület, míg az utolsó helyezett csapat a legkevesebb összpontszámot szerzett egyesület volt.
Azonos összpontszám esetén a bajnoki sorrendet az alábbi szempontok alapján határozták meg:
1. az egymás ellen játszott bajnoki mérkőzések pontkülönbsége;
2. az egymás ellen játszott bajnoki mérkőzések gólkülönbsége;
3. az egymás ellen játszott bajnoki mérkőzéseken szerzett gólok száma;
4. a bajnoki mérkőzések gólkülönbsége;
5. a bajnoki mérkőzéseken szerzett gólok száma;

A bajnokság győztese lett a 2010–11-es portugál bajnok, az utolsó két helyen végzett csapat pedig kiesett a másodosztályba.

## Változások a 2009–2010-es szezonhoz képest
Kiesett a másodosztályba
- Belenenses, 15. helyen
- Leixões SC, 16. helyen

Feljutott a másodosztályból
- Beira-Mar, a másodosztály győztese
- Portimonense, a másodosztály ezüstérmese

## Részt vevő csapatok
| Csapat               | Székhely          | Stadion                             | 2009–10     |
| -------------------- | ----------------- | ----------------------------------- | ----------- |
| Académica de Coimbra | Coimbra           | Estádio Cidade de Coimbra           | 11.         |
| Beira-Mar            | Aveiro            | Estádio Municipal de Aveiro         | 1. (II. o.) |
| Benfica              | Lisszabon         | Estádio da Luz                      | 1.          |
| Sporting de Braga    | Braga             | Estádio Municipal de Braga          | 2.          |
| Marítimo             | Funchal           | Estádio dos Barreiros               | 5.          |
| Nacional             | Funchal           | Estádio da Madeira                  | 7.          |
| Naval 1º de Maio     | Figueira da Foz   | Estádio Municipal José Bento Pessoa | 8.          |
| Olhanense            | Olhão             | Estádio José Arcanjo                | 13.         |
| FC Paços de Ferreira | Paços de Ferreira | Estádio da Mata Real                | 10.         |
| Portimonense         | Portimão          | Estádio Municipal de Portimão       | 2. (II. o.) |
| FC Porto             | Porto             | Estádio do Dragão                   | 3.          |
| Rio Ave              | Vila do Conde     | Estádio do Rio Ave FC               | 12.         |
| Sporting CP          | Lisszabon         | Estádio José Alvalade               | 4.          |
| União de Leiria      | Leiria            | Estádio Dr. Magalhães Pessoa        | 9.          |
| Vitória de Guimarães | Guimarães         | Estádio D. Afonso Henriques         | 6.          |
| Vitória de Setúbal   | Setúbal           | Estádio do Bonfim                   | 14.         |

## Végeredmény
| #   | Csapat               | M  | GY | D  | V  | G+ – G– | GK  | P                                                      | Megjegyzések                                                                                 | Egymás elleni |
| --- | -------------------- | -- | -- | -- | -- | ------- | --- | ------------------------------------------------------ | -------------------------------------------------------------------------------------------- | ------------- |
| 1.  | FC PortoK (B) (KGY)  | 30 | 27 | 3  | 0  | 73–16   | +57 | 84                                                     | 2011–2012-es Bajnokok Ligája – csoportkör\|\|rowspan="8" style="background-color:#fafafa;"\| |               |
| 2.  | BenficaCV            | 30 | 20 | 3  | 7  | 61–31   | +30 | 63                                                     | 2011–2012-es Bajnokok Ligája – 3. selejtezőkör                                               |               |
| 3.  | Sporting CP          | 30 | 13 | 9  | 8  | 41–31   | +10 | 48                                                     | 2011–2012-es Európa-liga – Rájátszás                                                         |               |
| 4.  | Sporting de Braga    | 30 | 13 | 7  | 10 | 45–33   | +12 | 46                                                     | 2011–2012-es Európa-liga – Rájátszás                                                         |               |
| 5.  | Vitória de Guimarães | 30 | 12 | 7  | 11 | 36–37   | −1  | 43                                                     | 2011–2012-es Európa-liga – 3. selejtezőkör1                                                  |               |
| 6.  | Nacional             | 30 | 11 | 9  | 10 | 28–31   | −3  | 42                                                     | 2011–2012-es Európa-liga – 2. selejtezőkör                                                   |               |
| 7.  | FC Paços de Ferreira | 30 | 10 | 11 | 9  | 35–42   | −7  | 41 \|rowspan="8" style="background-color: #fafafa;" \| |                                                                                              |               |
| 8.  | Rio Ave              | 30 | 10 | 8  | 12 | 35–33   | +2  | 38                                                     |                                                                                              |               |
| 9.  | Marítimo             | 30 | 9  | 8  | 13 | 33–32   | +1  | 35                                                     | 2010104–204                                                                                  |               |
| 10. | União de Leiria      | 30 | 9  | 8  | 13 | 25–38   | −13 | 35                                                     | 2010102–401                                                                                  |               |
| 11. | Olhanense            | 30 | 7  | 13 | 10 | 24–34   | −10 | 34                                                     | 2010103–104                                                                                  |               |
| 12. | Vitória de Setúbal   | 30 | 8  | 10 | 12 | 29–42   | −13 | 34                                                     | 2010101–301                                                                                  |               |
| 13. | Beira-MarÚ           | 30 | 7  | 12 | 11 | 32–36   | −4  | 33 \|rowspan="4" style="background-color:#fafafa;"\|   |                                                                                              |               |
| 14. | Académica de Coimbra | 30 | 7  | 9  | 14 | 32–48   | −16 | 30                                                     |                                                                                              |               |
| 15. | PortimonenseÚ (K)    | 30 | 6  | 7  | 17 | 29–49   | −20 | 25                                                     | Liga de Honra                                                                                |               |
| 16. | Naval 1º de Maio (K) | 30 | 5  | 8  | 17 | 26–51   | −25 | 23                                                     | Liga de Honra                                                                                |               |

Forrás: A Liga Sagres hivatalos oldala (portugálul) 
A rangsorolás alapszabályai: 1. összpontszám, 2. egymás elleni eredmények összpontszáma, 3. egymás elleni eredmények gólkülönbsége, 4. egymás elleni eredmények szerzett góljainak száma, 5. gólkülönbség, 6. szerzett gólok száma.
1Mivel a bajnok és Bajnokok Ligája-induló FC Porto nyerte a 2010–2011-es portugál kupát, ezért a döntő másik résztvevője, a Vitória de Guimarães a 2011–2012-es Európa-liga 3. selejtezőkörében indulhat.
(B): Bajnokcsapat, (K): Kieső csapat, (F): Feljutó csapat, (I): Kupainduló, (R): A rájátszás győztese, (KGY): Kupagyőztes

## Eredmények
| Hazai \ Vendég1      | ACO | BMA | BEN | BRA | MAR | NAC | NAV | OLH | PAÇ | PSC | FCP | RAV | SCP | UDL | VGU | VSE |
| Académica de Coimbra |     | 3–3 | 0–1 | 0–0 | 1–5 | 2–1 | 3–0 | 1–1 | 0–0 | 1–0 | 0–1 | 0–1 | 1–2 | 0–0 | 3–1 | 1–1 |
| Beira-Mar            | 2–1 |     | 1–3 | 1–2 | 1–1 | 0–2 | 3–1 | 1–0 | 3–1 | 0–1 | 0–1 | 1–1 | 1–1 | 0–0 | 3–2 | 0–0 |
| Benfica              | 1–2 | 2–1 |     | 1–0 | 2–1 | 4–2 | 4–0 | 2–0 | 2–0 | 1–1 | 1–2 | 5–2 | 2–0 | 3–3 | 3–0 | 3–0 |
| Sporting de Braga    | 5–0 | 2–3 | 2–1 |     | 1–0 | 2–0 | 3–1 | 3–1 | 1–2 | 3–1 | 0–2 | 1–0 | 0–1 | 0–0 | 3–1 | 2–2 |
| Marítimo             | 1–0 | 1–0 | 0–1 | 1–2 |     | 1–1 | 1–0 | 4–0 | 1–1 | 1–1 | 0–2 | 0–1 | 0–3 | 1–1 | 2–0 | 0–1 |
| Nacional             | 1–1 | 0–0 | 2–1 | 1–1 | 0–0 |     | 2–1 | 0–1 | 1–0 | 3–1 | 0–2 | 1–0 | 1–0 | 0–1 | 1–3 | 1–0 |
| Naval 1º de Maio     | 3–1 | 2–2 | 2–1 | 0–0 | 0–3 | 1–2 |     | 1–1 | 1–2 | 1–1 | 0–1 | 0–1 | 1–3 | 0–3 | 0–3 | 0–0 |
| Olhanense            | 2–1 | 1–1 | 1–1 | 0–2 | 1–1 | 0–0 | 1–3 |     | 0–0 | 2–0 | 0–3 | 2–2 | 2–2 | 1–0 | 0–0 | 3–1 |
| FC Paços de Ferreira | 5–1 | 1–1 | 1–5 | 2–2 | 1–0 | 0–1 | 0–0 | 1–0 |     | 2–2 | 0–3 | 1–6 | 1–0 | 1–1 | 2–1 | 2–0 |
| Portimonense         | 2–2 | 1–0 | 0–1 | 0–3 | 1–0 | 1–1 | 0–1 | 1–1 | 0–1 |     | 2–3 | 3–1 | 1–3 | 1–2 | 2–1 | 3–4 |
| FC Porto             | 3–1 | 3–0 | 5–0 | 3–2 | 4–1 | 3–0 | 3–1 | 2–0 | 3–3 | 2–0 |     | 1–0 | 3–2 | 5–1 | 2–0 | 1–0 |
| Rio Ave              | 2–2 | 1–1 | 1–2 | 2–0 | 0–0 | 0–1 | 1–0 | 0–1 | 3–1 | 2–0 | 0–2 |     | 0–0 | 1–0 | 2–3 | 2–0 |
| Sporting CP          | 2–0 | 1–0 | 0–2 | 2–1 | 1–0 | 1–1 | 3–3 | 0–0 | 2–3 | 2–1 | 1–1 | 1–0 |     | 0–0 | 2–3 | 0–1 |
| União de Leiria      | 2–1 | 0–3 | 0–3 | 3–1 | 1–3 | 2–1 | 1–0 | 0–2 | 0–0 | 0–1 | 0–2 | 1–0 | 1–2 |     | 0–1 | 1–0 |
| Vitória de Guimarães | 0–2 | 1–0 | 2–1 | 2–1 | 2–0 | 0–0 | 1–2 | 1–0 | 1–1 | 2–0 | 1–1 | 0–0 | 1–1 | 1–0 |     | 1–1 |
| Vitória de Setúbal   | 0–1 | 0–0 | 0–2 | 0–0 | 2–4 | 2–1 | 1–1 | 0–0 | 1–0 | 3–1 | 0–4 | 3–3 | 0–3 | 4–1 | 2–1 |     |

Forrás: A Liga Sagres hivatalos oldala (portugálul) 
1A hazai csapatok a bal oldali oszlopban szerepelnek.
Színek: Zöld = hazai győzelem; Sárga = döntetlen; Piros = vendéggyőzelem.
 

## A góllövőlista élmezőnye
Forrás: lpfp.pt Archiválva 2019. december 11-i dátummal a Wayback Machine-ben (portugálul).
23 gólos
- Hulk (FC Porto)

16 gólos
- Falcao (FC Porto)
- João Tomás (Rio Ave)

12 gólos
- Óscar Cardozo (Benfica)

11 gólos
- Baba Diawara (Marítimo)

10 gólos
- Edgar (Vitória de Guimarães)
- Silvestre Varela (FC Porto)

9 gólos
- Carlão (União de Leiria)
- Cláudio Pitbull (Vitória de Guimarães)
- Javier Saviola (Benfica)
- Leandro Tatu (Beira-Mar)
- Mário Rondon (FC Paços de Ferreira)

8 gólos
- Miguel Fidalgo (Académica de Coimbra)

## Külső hivatkozások
- Hivatalos oldal (portugálul)
- Eredmények és tabella a Soccerwayen (angolul)